# روبرت هوبر (لاعب رماية)
روبرت هوبر (بالفنلندية: Robert Huber)‏ هو لاعب رماية فنلندي، ولد في 30 مارس 1878 في هلسنكي في فنلندا، وتوفي بنفس المكان في 1946.

## وصلات خارجية
- روبرت هوبر على موقع أوليمبيديا (الإنجليزية)